# La Pagode des brumes
 (février 2012).
Si vous disposez d'ouvrages ou d'articles de référence ou si vous connaissez des sites web de qualité traitant du thème abordé ici, merci de compléter l'article en donnant les références utiles à sa vérifiabilité et en les liant à la section « Notes et références ».
La Pagode des brumes est le vingt-troisième album de la série Yoko Tsuno de Roger Leloup. Elle est publiée pour la première fois du no 3277 au no 3298 du journal Spirou, puis en album en 2001.

## Résumé
Devant la demande de Sin-Yi, Monya décide de retourner en 1021 chercher Mei-Li. Celle-ci a été emmenée à la « Pagode des Brumes » (dans les montagnes du Hunan) qui, selon une légende léguée à Yoko par sa grand-mère, abriterait un dragon.
Ne pouvant pas mener le translateur dans les montagnes, Monya emmène Yoko près de la ville de Dayong où se trouvent Tch'ou (le conseiller de l'empereur), Yu, ainsi qu'une jeune fille prisonnière (possédant un stimulateur cardiaque !), Liao, censée protéger du dragon.
Ce dragon posséderait une perle pouvant guérir l'empereur. Celui-ci a chargé son herboriste Zhou-Chong d'endormir et tuer le dragon pour la récupérer. Dans la pagode, Yoko récupérera l'« esprit » du dragon, sous forme d'un programme contenu dans un support lumineux. Elle le rendra au dragon, robot mécanique géant à deux têtes, qui pourra ainsi repartir après avoir tué l'herboriste et donné à Liao une source d'énergie pour son stimulateur cardiaque.

## Personnages
| Trio         | Alliés                                                                   | Adversaires  |
| ------------ | ------------------------------------------------------------------------ | ------------ |
| - Yoko Tsuno | - Rosée du matin - Monya - Sin-Yi - Mei-Li - Liao - Lin-Po - Yu - Tch'Ou | - Zhou-Chong |

Notons l'absence inédite des deux compagnons de Yoko durant cet épisode : Vic Vidéo et Pol Pitron ne sont pas présents dans l'histoire. 

Si Vic avait déjà « raté » les quatrième (Aventures électroniques) et dix-neuvième (L'Or du Rhin) albums, c'est en revanche la première fois qu'un épisode entier se déroule sans Pol.

## Lieux
- Province du Hunan
- Dayong

## Historique

### Retour en Chine ancienne
Sin Yi est de nouveau le motif pour Yoko Tsuno pour voyager dans le temps, cette fois pour assouvir un de ses caprices. En effet, la petite fille exige de retrouver sa servante si obéissante, Mei-Li. Quant à l'héroïne, elle fait face à un mystère dont lui parla jadis sa grand-mère.
En fait, Roger Leloup avait accumulé beaucoup de documentation sur la Chine ancienne pour réaliser La Jonque céleste et il ne l'a pas entièrement utilisé. En disposant suffisamment pour rédiger un autre épisode se déroulant à cette époque, il décida de réaliser ce second épisode. Cela était aussi l'occasion pour lui de peaufiner la personnalité de Sin Yi. Dans l'album précédent, elle n'était encore qu'une petite fille déstabilisée par sa projection dans le futur, qui vivait toujours avec les repères de son statut passé. Il avait également envie de mêler un caractère chinois ancien et un moderne ; il l'a donc rapprochée de Rosée. Cela avait pour résultat une situation intéressante avec, côte à côte, une Sin Yi encore capricieuse et une Rosée qui la regarde avec des yeux ronds.
Comme cadre de son récit, le bédéiste a opté pour une nouvelle région, le Hunan (voisine avec le Guangxi, cadre de la précédente histoire). Il l'a choisie à partir d'un atlas de Chine recensant tous les ponts, les canaux... Effectivement, il avait besoin d'un lieu où menaient les rivières de la région de Guilin. Il avait d'abord songé à une poursuite en bateau au long de ces cours d'eau ; mais il a dû renoncer à cette idée car cela aurait fait un album double. La grand-mère de Yoko venait de cette région du sud du pays. Elle lui a narré un conte inquiétant à propos d'une pagode dans les brumes et un dragon caché, qui s'était précisément déroulé là où avaient été envoyées les suivantes de Sin-Yi. L'électronicienne savait donc qu'il y avait un danger, mais sa personnalité aventureuse désire en savoir plus. Elle décide d'aller voir ce qui se passe directement sur place.

### Pagodes

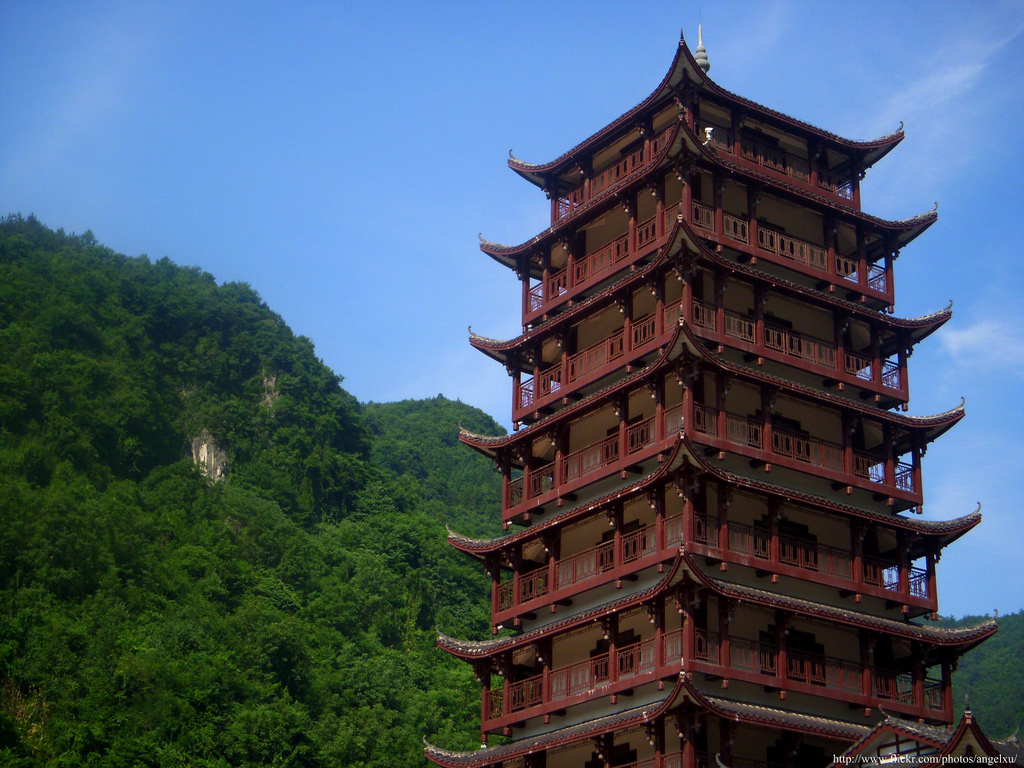
Pagode à Dayong.

Les pagodes sont des lieux de culte bouddhistes, prenant l'aspect d'une tour de plusieurs étages. Elles sont originaires d'Inde, où elles portent le nom de stoupas. Se propageant à travers l'Asie, elles se développèrent notamment en Chine. Dans ce pays, elles fusionnèrent avec l'architecture des bâtiments à étage, pour donner des pagodes "à la chinoise"' (ta ou ta-lin), destinées à contenir les reliques de Bouddha. D'abord construites au centre des temples, elles s'en détachèrent par la suite en édifices indépendants. Quelques-unes recèlent des statues de Bouddha et des biens précieux prouvant le rayonnement du bouddhisme. Cependant, d'autres, sous les dynasties qui se sont succédé, devinrent tout simplement des tours d'observation pour guetter l'arrivée de l'ennemi.
"La pagode des brumes" provient de la dynastie Song et possède une nature religieuse, tout comme le monastère dont elle n'est qu'une partie. Afin de pouvoir la dessiner sous toutes les coutures, il en a réalisé une maquette. La pagode de l'histoire précédente, au sommet de laquelle prend place l'appareil complexe composé de lentilles, est également d'architecture Song. Mais elle servait de tour de guet pour contrôler la rivière serpentant à ses pieds.

### Liao et le dragon
Deux points posèrent problème à Leloup. Ses héros devaient se rendre très rapidement à la pagode et il lui fallait un prétexte, un lien le plus mystérieux possible. Le personnage de Liao lui permit cela. Cette jeune fille possède une sorte de cellule photo-réceptrice lui servant de pacemaker et qui lui fut fournie par la "créature" réfugiée dans la pagode. Cet esprit de lumière émet des ondes lumineuses pouvant se révéler aussi bien bénéfiques (car alimentant la cellule), que terriblement destructrices lorsqu'elles sont en colère.
Cet esprit, probablement extraterrestre, a laissé au pied de la falaise soutenant la pagode le véhicule qui l'a conduit là, que les Chinois ont pris pour un dragon. Il y a donc d'un côté la tête et de l'autre le corps. Afin que l'esprit rejoigne son corps, il doit briser la roche qui le sépare de son véhicule grâce à la puissance de son rayon. Celui-ci est guidé par des "notes sacrées" jouées par les musiciennes de la pagode ; Liao les connaît et les utiliser pour contrôler le "dragon". Cet esprit a généré de par ses rayons lumineux un objet contenant un programme qui doit lui permettre de reprendre le contrôle de son vaisseau. Seule Yoko le comprend ; tous ceux qui l'ont manipulé avant elle ont péri, carbonisés par la puissance de l'objet.
Comme Sin Yi, Liao est au début abandonnée par les siens (des Liao dans son cas), dans "La Pagode des brumes". Devant son prénom à ses origines, elle fut d'abord nommée "la fille Liao", puis simplement Liao. Ses vêtements sont inspirés des couleurs des Liao, minorité locale, et sont bien différents des habits de cour de la petite fille.
Son cheminement est diffère toutefois beaucoup de celui de la petite troisième épouse. Recueillie par les moines du Monastère des Brumes, elle établit ensuite une étrange relation avec une puissance invisible hantant la pagode et avec le dragon vivant caché au pied des falaises. Communiquant avec l'invisible dragon, elle conduit les caravanes de chameaux contre paiement, à travers la Passe des Fous. Et malheur à qui ne paie pas : le dragon embrase l'imprudent de son feu. Seulement, il lui arrive de tricher sur le prix à payer et les marchands ne sont pas dupes. Lorsque Yoko arrive sur place, ils s'apprêtent à franchir la passe gratuitement, en se servant de Liao, emprisonnée dans une cage, comme bouclier...
La jeune fille et l'esprit ont noué une relation très subtile : malade cardiaque, elle a été sauvée par celui-ci. À la fin de l'histoire, il décide de tout détruire afin de ne laisser aucune trace de son passage. Toutefois, elle parvient à le convaincre d'épargner Yoko, qui l'a aidée, et de repartir. Il lui offrira même la "perle" qui lui permettra d'alimenter sa cellule photoélectrique. Elle décide de rester à la Pagode, puisqu'elle y trouve la lumière du Soleil, tandis qu'en bas les brumes empêchent ses rayons de l'alimenter. Mais elle ne reste pas seule, un autre exclu demeurant avec elle : Yu, jeté aux pourceaux par ceux avec qui il vivait. Et tandis que l'histoire s'achève, une romance débute entre eux deux.

### Une cloche légendaire

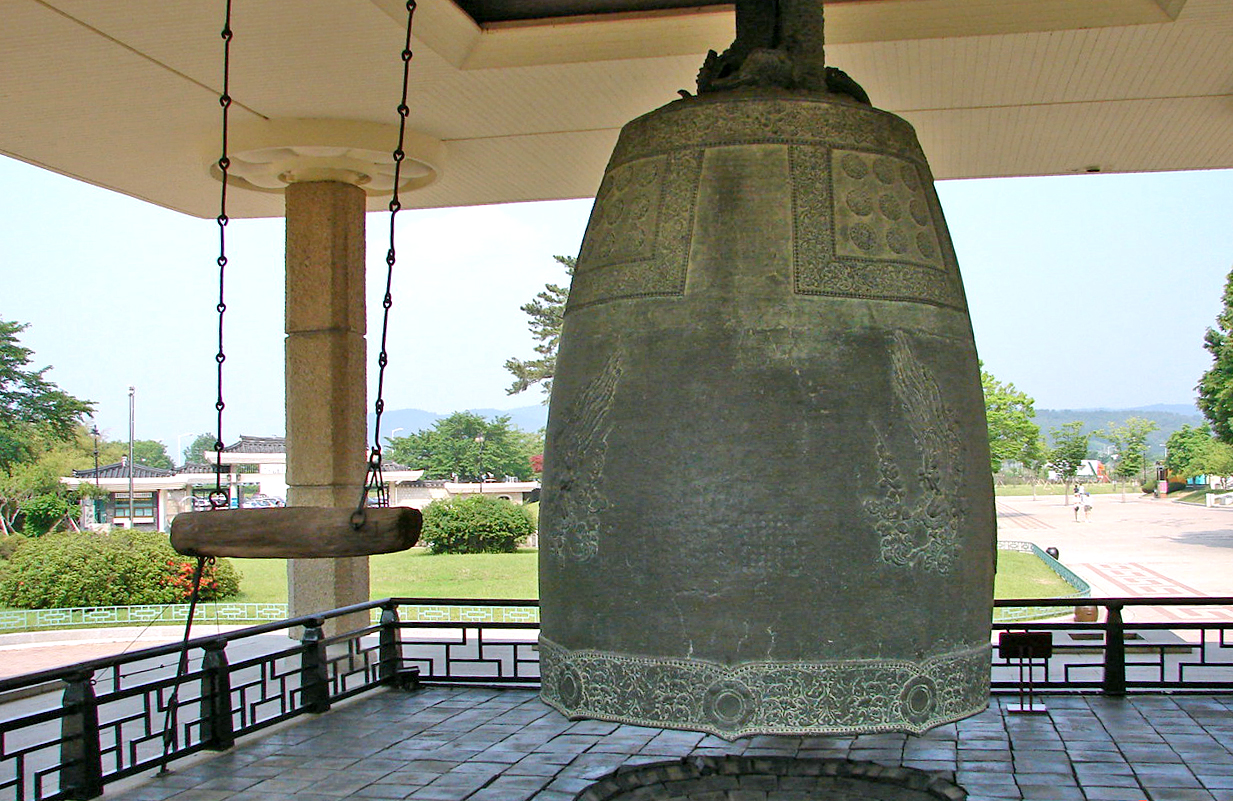
Cloche du roi Seongdeok.

L'énorme cloche, emprisonnée parce que le son qu'elle émet risque de perturber les rayons de l'esprit occupant la pagode, rappelle à Leloup un ancien conte. En Corée, dans les années 771 après J.C., le Roi Gyeongdeog (en) de la dynastie Silla reprit l'ambitieux projet de son père, Seongdeok (en). Il s'agissait de fondre une cloche de 72 tonnes qui sonnerait la magnificence de son règne. Le modèle fut conçu, le moule fabriqué et la cloche fondue. Mais en refroidissant, le métal se rétracta et la cloche se fêla. L'opération fut recommencée en modifiant l'amalgame... mais rien n'y fit. La cloche présentait une fêlure.
Appelés en consultation, les prêtres déclarèrent que seul un corps pur, ajouté au métal, pouvait mener à la réussite. Lors de la troisième tentative, on incorpora à la matière en fusion une petite fille de paysan jetée vivante dans l'amalgame remanié. La cloche se refroidit cette fois sans se fêler. On la polit, la grava et on la suspendit sous son auvent dans la cour du palais. Ensuite, le Roi invita tous les grands du royaume pour une cérémonie grandiose. Et, devant une assemblait retenant son souffle, il donna le signal. Les prêtres se saisirent du madrier heurtoir extérieur et le lancèrent vers l'écusson de la cloche. Sauf qu'au lieu du puissant "DONG" que l'on espérait voir franchir les montagnes, on n’entendit qu'un cri faible et terrifié d'un enfant qui criait "EMILLE"... Ce qui en langage ancien silla signifie MAMAN ! L'âme de l'enfant était restée vivante dans la cloche... et criait après sa mère.
Aujourd'hui, la cloche du roi Seongdeok, un des nombreux trésors nationaux de Corée du Sud, existe toujours et se trouve conservée au musée national de Gyeongju, à l'est du pays. Elle est également connue sous le nom de cloche Émilé, nom qui traduit le son qu'elle émet et qui rappelle également cette légende.

### Éléments divers du décor
Afin de dessiner la statue géante du bouddha en pierre dans la pagode, le dessinateur s'est inspiré... d'une petite sculpture en bois. Il l'a photographiée puis, par infographie, il a modifié les textures et les couleurs de l'image pour pouvoir étudier l'éclairage de la scène où Yoko pénètre dans l'édifice.
Les chemins en bois à flanc de montagne sont typiquement chinois : ils sont très présents dans les paysages de l'époque.
Leloup se basa sur un extraordinaire rouleau dessiné mesurant 24,8 cm de haut sur 528 de long. Il représente un splendide panorama figurant la vie quotidienne le long de la rivière Li. L'artiste y a inséré une multitude de détails, avec une incroyable finesse de dessin. Grâce à ce travail, le bédéiste put reconstituer des décors tels qu'ils se présentaient à l'époque.

## Publication

### Revues
L'épisode est paru dans le magazine Spirou, du numéro 3277 (31 janvier 2001) au numéro 3298 (27 juin 2001).

### Album
Cet album est re-publié en 2008 dans le cinquième volume de l'Intégrale Yoko Tsuno, Sous le soleil de Chine.